# Fionidae
Fionidae Gray, 1857 è una famiglia di molluschi nudibranchi della superfamiglia Fionoidea.

## Tassonomia
La famiglia comprende i seguenti generi:
- Fiona Alder & Hancock, 1853
- Subcuthona Baba, 1949
- Tergiposacca Cella, Carmona, Ekimova, Chichvarkhin, Schepetov & Gosliner, 2016
- Zatteria Eliot, 1902